# Adam Kułakowski

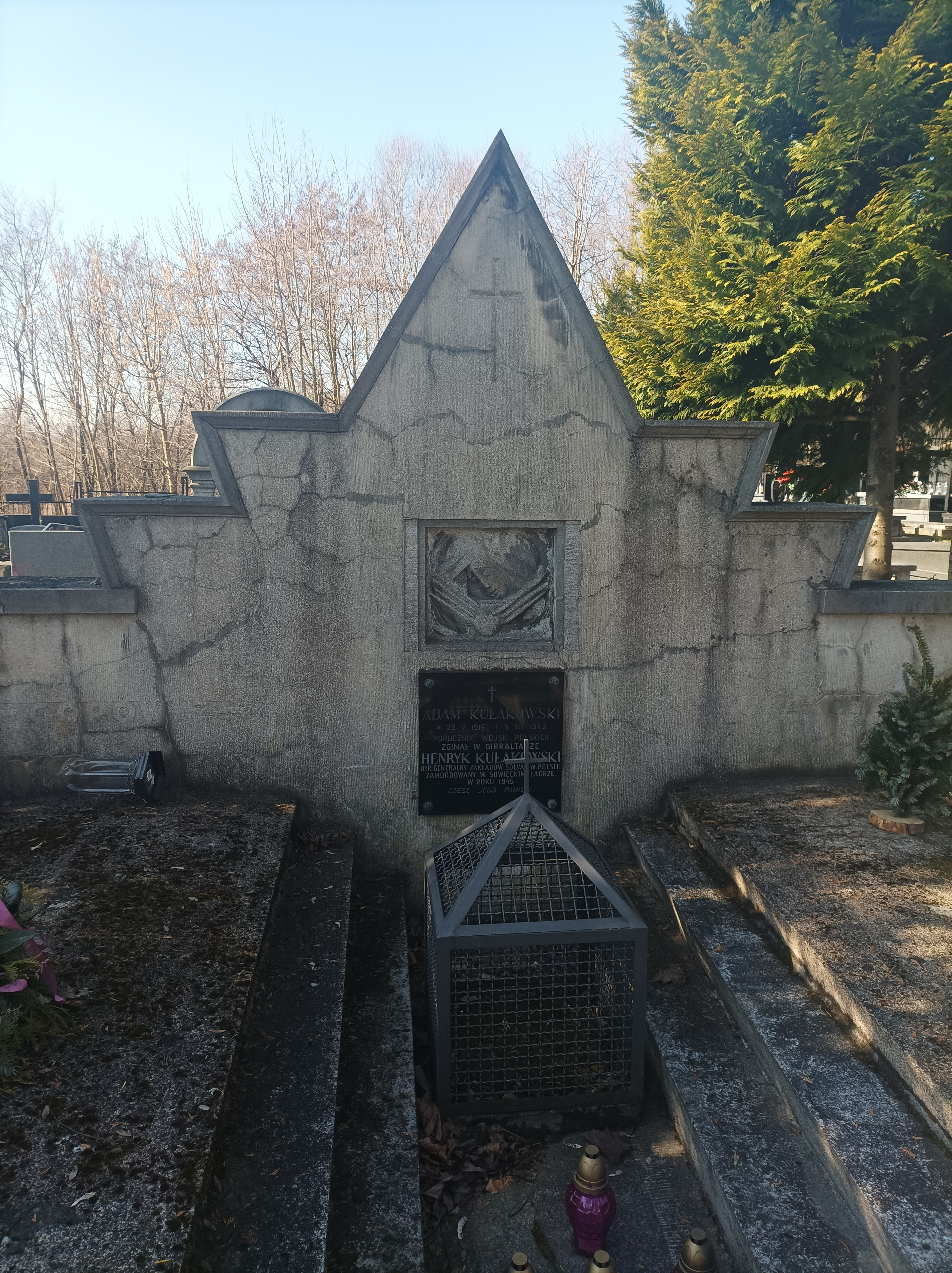
Grób symboliczny Adama Kułakowskiego na Cmentarzu Salwatorskim w Krakowie

Adam Kułakowski (ur. 29 maja 1916 w Trzeciej Rocie w Rosji, zm. 4 lipca 1943) – polski urzędnik, sekretarz cywilny generała Władysława Sikorskiego w latach 1939–1943. 
Urodził się w miejscowości Trzecia Rota w Rosji jako syn Henryka i Aleksandry z Müllerów. Jego ojciec, Henryk Kułakowski, był dyrektorem fabryk wapienniczych Solvay w Krakowie i przyjaźnił się z generałem Sikorskim. Adam Kułakowski ukończył studia na Politechnice Warszawskiej. We wrześniu 1939 towarzyszył Sikorskiemu i gen. Modelskiemu w jego wyjeździe z Polski i odtąd pełnił funkcję jego osobistego sekretarza. Należał do grona najbliższych współpracowników premiera Sikorskiego. Znał język francuski i niemiecki.
Według oficjalnej wersji zginął w katastrofie lotniczej na Gibraltarze 4 lipca 1943, jednak jego ciała nie odnaleziono. W związku z tym oraz innymi kontrowersjami wokół wydarzeń z tego dnia pojawiły się hipotezy, według których Kułakowski mógł stać się zakładnikiem Sowietów razem z córką Sikorskiego – Zofią Leśniowską. Akt zgonu A. Kułakowskiego sporządzony został przez Jamesa Roberta Norton-Amora, urzędnika stanu cywilnego w Gibraltarze, 16 lipca 1943 r. na podstawie informacji por. hr. Ludwika Łubieńskiego - szefa polskiej misji morskiej w Gibraltarze.